# Veille commerciale
 (juin 2023).
Si vous disposez d'ouvrages ou d'articles de référence ou si vous connaissez des sites web de qualité traitant du thème abordé ici, merci de compléter l'article en donnant les références utiles à sa vérifiabilité et en les liant à la section « Notes et références ».
La veille marketing et commerciale ou veille au marché consiste dans la collecte, le traitement, la diffusion et l'évaluation des informations sur les produits et les marchés. Elle est intimement liée au lancement de nouveaux produits et à la détection de nouveaux marchés.
Elle repose sur :
- les études de marché (qualitatives ou quantitatives),
- l'observation des clients, des fournisseurs, des sous-traitants, des distributeurs, ou de diverses parties prenantes,
- mais également l'analyse des expressions les plus recherchées sur les moteurs de recherche[2] (qui peuvent permettre de comprendre les attentes des consommateurs).

En environnement concurrentiel fort, où les positions sont disputées et évoluent sans cesse, « rester au contact », être « bien informé »  est vital pour répondre aux évolutions rapides de marché. Tout le processus marketing / ventes est concerné par cette surveillance. Veille concurrentielle et commerciale sont intimement liées.
L'information ciblée qui scrute les nouveaux événements de la relation vendeur / client et fournisseur ainsi que concurrents, est au centre de ce défi. La veille repose sur le suivi des acteurs clés qui affectent le développement commercial : veille sur les conditions d'accès aux marchés, sur les acteurs clés, sur l'évolution de l'environnement et des règles du jeu, sur l'innovation, sur les offres et nouveaux produits et services.
De la répétition régulière de cette veille commerciale consciente et ciblée, ainsi que des remontées des informations terrain des forces de ventes, naît l'« intelligence des marchés ».

## Introduction veille commerciale
La veille en entreprise consiste à collecter des informations stratégiques pour permettre d'anticiper les évolutions. 
La veille commerciale est un élément essentiel pour prévenir les risques, elle permet d'anticiper les contraintes sociales et environnementale.
Elle est souvent entendue dans un sens large et désigne alors l'activité de surveillance, (offre, demande).
L'utilisation du terme de veille mercatique ou marketing peut sembler approprié à l'entreprise.
Une entreprise est liée a intelligence collective, elle consiste à se réunir pour établir un but commun. 
selon Martine Peyrard Moulard : le traitement et la diffusion des informations sur les produits et les marchés. Elle est intimement liée au lancement de nouveaux produits et a la détection de nouveaux marchés. La veille commerciale est une notion difficile à définir, il existe peut-être pas de définition.
Les différentes veilles qui peuvent exister sont :
- la surveillance de la distribution.
- une veille tarifaire.
- une veille concurrentielle.
- une surveillance des appels d’offres.
- une surveillance des pratiques commerciales du secteur.
- une surveillance des fournisseurs actuels ou potentiels, elle peut également correspondre à la collecte et la transmission d’informations concernant l’univers commercial d’un produit ou service. Elle permet aussi d'identifier de nouvelles opportunités et de suivre les actualités des partenaires et clients, ainsi que de surveiller les tarifs des concurrents.

La veille commerciale est assez bien pratiquée dans les entreprises dès lors qu'elles ont un nombre de clients importants et qu'elles sont sur des marchés avec beaucoup de concurrence.
L'implication des commerciaux est fondamentale pour améliorer les relations de confiance entre les clients et l'entreprise afin de conserver et continuer à gagner des parts de marché. Pour cela, il est nécessaire de croiser régulièrement et systématiquement  des informations institutionnelles et des informations obtenues sur le terrain par les commerciaux pour permettre une réaction et une réflexion des services marketing.

## Veille en entreprise
La veille en entreprise consiste à collecter des informations stratégiques pour permettre d'anticiper les évolutions et les innovations.
La veille est un élément essentiel pour prévenir les risques. Selon Joël Le Bon, le concept d'intelligence économique est apparu en France dans les années 1990.
- Le nombre et la qualité des destinataires
- La nature et la diversité des sources
- Analyse de l'information
- Mise à disposition des données

La veille peut se comparer à de l'information et extraction de connaissance orale et écrite.
L'intelligence collective contribue à la veille.

## Outils de veille commerciale
Cette veille commerciale regroupe plusieurs types :
- Veille marketing, cette notion de veille est large car elle nécessite la centralisation de l'univers des activités en entreprises et des domaines périphériques.
- Outils de veille (outils de veille média, outils de veille réseaux sociaux, outils de veille de site web, outils de veille tarifaire, outils de veille éditoriale, outils de curation)
- Moyen de veille, pour accéder à ces moyens de veille en entreprise, il faut passer par une plateforme de veille permettant d'organiser l'agrégateur de flux RSS
- Environnement commercial de l'entreprise, le marché est l'environnement dans lequel va évoluer l'entreprise, où se rencontrent l'offre et la demande d'un bien ou d'un service, c'est-à-dire principalement les clients potentiels et la concurrence.
- L'entreprise et la veille, la veille en entreprise se caractérise par la collection des informations stratégiques permettant d'anticiper les évolutions ainsi que les innovations.

La veille commerciale désigne l'activité de surveillance et d'analyse d'un marché pris dans son ensemble (offre, demande, distribution, et autres…).
Dans ce cas, l'utilisation du terme de veille mercatique ou marketing peut paraître plus pertinente...
Dans ce domaine, on[Qui ?] retrouve les cas suivant relatifs à l’activité de surveillance :
- la surveillance de la distribution
- une veille tarifaire
- une veille concurrentielle
- une surveillance des appels d’offres
- une surveillance des pratiques commerciales du secteur
- une surveillance des fournisseurs actuels ou potentiels.

La veille commerciale est relativement aisée car l’information sur les prix et le type de distribution  est facilement disponible ou accessible, ce qui  permet à l’entreprise d'appréhender les marchés différents du sien en se créant un véritable avantage concurrentiel.

## Différents types de veille commerciale
La veille commerciale sert d'abord à surveiller les informations utiles liées aux clients, fournisseurs et concurrents pour  surveiller l'évolution d'un marché , perfectionner ses achats et peser sur les négociations.
Cette veille permet d'échanger avec les différents acteurs en fonctions de l'atmosphère économique. Il existe plusieurs types de veille :
- Concurrentielle qui consiste à surveiller et analyser les actions des concurrents pour trouver des opportunités d'amélioration et éviter des menaces.
- Environnementale qui consiste à porter sur les différentes informations (statistiques, réglementations, tendances et perspectives) concernant l'environnement.
- Technologique consiste à effectuer des recherches ciblées sur des domaines importants, sur des entreprises-clés ou sur des secteurs couverts.

Pour réaliser une veille efficace, il faut savoir quoi observer : définir des priorités et des objectifs précis.
La veille s'adosse à la stratégie d'entreprise ; suivant les cas, elle peut être axée sur l'étude :
- - des technologies, c'est la veille technologique ;
  - de la concurrence, c'est la veille concurrentielle ;
  - des clients, c'est la veille commerciale ;
  - de l'environnement en général, c'est la veille environnementale.